# Броніславув (Ліпський повіт)
Броніславув (пол. Bronisławów) — село в Польщі, у гміні Сенно Ліпського повіту Мазовецького воєводства.
Населення — 44 особи (2011).
У 1975-1998 роках село належало до Радомського воєводства.

## Демографія
Демографічна структура станом на 31 березня 2011 року:
|          | Загалом | Допрацездатний вік | Працездатний вік | Постпрацездатний вік |
| -------- | ------- | ------------------ | ---------------- | -------------------- |
| Чоловіки | 26      | 3                  | 21               | 2                    |
| Жінки    | 18      | 5                  | 8                | 5                    |
| Разом    | 44      | 8                  | 29               | 7                    |